# 21427 Ryanharrison
A 21427 Ryanharrison (ideiglenes jelöléssel 1998 FK97) a Naprendszer kisbolygóövében található aszteroida. A LINEAR projekt keretében fedezték fel 1998. március 31-én.